# 高晫
高晫，字元中，号苍岩，山西襄陵縣人，清朝政治人物、同進士出身。

## 生平
順治十五年（1658年）戊戌科進士，官至蘇州府知府。著有《滇游草》、《新安近咏》等。